# رنا رسول ناقل

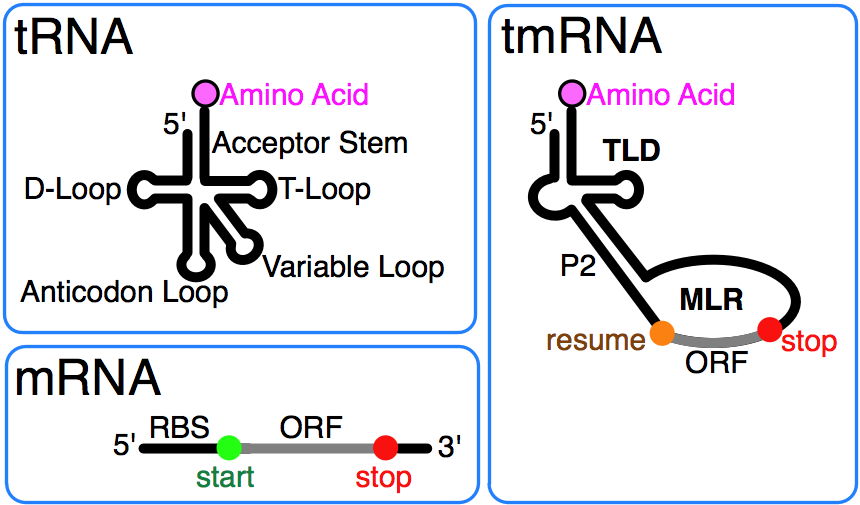
الرنا الرسول الناقل يجمع بين خصائص الرنا الرسول والرنا الناقل

الرنا الرسول الناقل (بالإنجليزية: Transfer-messenger RNA)‏ ويعرف كذلك بالرنا 10Sa والرنا SsrA، هو رنا صغير يتراوح طوله بين 260 و430 نوكليوتيد ووظيفته تحرير الريبوسومات العالقة أثناء ترجمة منطقة ذات عيب من الرنا الرسول كمثال: رنا رسول لا يحتوي على كودون التوقف ووسمها ليتم تفكيكها. آلية تحرير الريبوسوم العالق في ترجمة رنا رسول معيب بالاشتراك مع الرنا الرسول الناقل تسمى الترجمة-مفروق.
يشكل الرنا الرنا الرسول الناقل مركب بروتين نووي ريبوزي (tmRNP) مع البروتين الصغير B ‏ (SmpB) وعامل الإطالة TU ‏ (EF-Tu) والبروتين الريبوسومي S1. في الترجمة-مفروق يرتبط الرنا الرسول الناقل والبروتينات المتصلة به بالريبوسوم البكتيري العالق في منتصف تخليق البروتين وتقوم بإعادة تدويره عبر إضافة وسم يُسبب التحلل البروتيني ويسهل تفكيك الرنا الرسول المعيب. في جل أنواع البكتيريا يقوم بهذه الوظائف رنا رسول ناقل ذو سلسلة واحدة، لكن في بعض أنواع البكتيريا الأخرى ينتِج جين ssrA بديل رنا رسول ناقل ذو سلسلتي رنا متصلتين عبر الترابط القاعدي.
اكتُشِف أول رنا رسول ناقل سنة 1994  في الإشريكية القولونية ومنذ ذلك الحين تم اكتشافه في أنواع أخرى من البكتيريا. تتواجد جينات الرنا الرسول الناقل في جينومات معظم البكتيريا والعديد من العضيات.